# Lääne-Nigula
Lääne-Nigula è un comune rurale dell'Estonia occidentale, nella contea di Läänemaa. Al 2017, la sua popolazione è di 7 041 abitanti. Il comune è nato nel 2017 in seguito alla fusione dei comuni di Lääne-Nigula, Kullamaa, Martna, Noarootsi e Nõva.

## Località
Il comune di Lääne-Nigula comprende:
3 piccoli borghi (Palivere, Taebla, Risti) e 115 villaggi: Allikmaa, Allikotsa, Auaste, Aulepa, Dirhami, Ehmja, Einbi, Elbiku, Enivere, Hara, Hindaste, Hosby, Höbringi, Ingküla, Jaakna, Jalukse, Jõesse, Jõgisoo, Kaare, Kaasiku, Kabeli, Kadarpiku, Kalju, Kasari, Kastja, Kedre, Keedika, Keravere, Keskküla, Keskvere, Kesu, Kirimäe, Kirna, Koela, Kokre, Koluvere, Kudani, Kuijõe, Kuke, Kullamaa, Kullametsa, Kuluse, Kurevere, Kärbla, Laiküla, Leediküla, Leila, Lemmikküla, Liivaküla, Liivi, Linnamäe, Luigu, Martna, Mõisaküla, Mõrdu, Männiku, Nigula, Nihka, Niibi, Niinja, Nõmme, Nõmmemaa, Nõva, Ohtla, Oonga, Oru, Osmussaare, Paslepa, Peraküla, Piirsalu, Putkaste, Pälli, Päri, Pürksi, Rannajõe, Rannaküla, Rehemäe, Riguldi, Rooslepa, Rõude, Rõuma, Saare, Salajõe, Saunja, Seljaküla, Silla, Soolu, Soo-otsa, Spithami, Sutlepa, Suure-Lähtru, Suur-Nõmmküla, Tagavere, Tahu, Tammiku, Telise, Tuka, Tuksi, Turvalepa, Tusari, Ubasalu, Uugla, Uusküla, Vaisi, Vanaküla (Gambyn), Vanaküla, Variku, Vedra, Vidruka, Võntküla, Väike-Lähtru, Väike-Nõmmküla, Väänla, Österby, Üdruma.